# Antisanti
Antisanti es una comuna  y población de Francia, en la región de Córcega, departamento de Alta Córcega.
Su población en el censo de 2008 era de 386 habitantes.

## Demografía
| 293 | 486 | 534 | 661 | 500 | 418 |
| Para los censos de 1962 a 1999 la población legal corresponde a la población sin duplicidades (Fuente: INSEE [Consultar]) |     |     |     |     |     |